# География на Полша
Полша е втората по големина държава в Централна Европа, разположена между Карпатите на юг и Балтийско море на север.

## Географско положение, граници, големина, брегова линия
Полша заема североизточните части на Централна Европа, като се простира от Карпатите на юг до Балтийско море на север и от река Одра на запад до границата с Беларус на изток. Общата дължина на сухоземните, в т.ч. речни граница на Полша е 2874 km. На североизток граничи с Русия (дължина на границата 210 km) и Литва (103 km), на изток с Беларус (408 km) и Украйна (387 km), на юг със Словакия (518 km) и Чехия (786 km) и на запад с Германия (462 km). На север има излаз на Балтийско море с обща дължина на бреговата линия 524 km. В тези си граници площта на Полша е 316 696 km².
Над 90% от територията на Полша се заема от равнини и само на юг се простират планини. Бреговете на Балтийско море са ниски, пясъчни, с дюни и коси, отчленяващи лагуни и езера. На запад са Поморския и Шчечинския заливи, а на изток Гданския, Пуцкия и Висленския заливи.
Територията на Полша, се простира между 49°00′ и 54°50′ с.ш. и между 14°07′ и 24°09′ и.д. Крайните точки на страната са следните:
- крайна северна точка – (54°50′08″ с. ш. 18°17′47″ и. д. / 54.835556° с. ш. 18.296389° и. д.), на брега на Балтийско море, при град Яшчерба Гора.
- крайна южна точка – (49°00′07″ с. ш. 22°51′33″ и. д. / 49.001944° с. ш. 22.859167° и. д.), в планината Бешчади, на границата с Украйна.
- крайна западна точка – (52°50′21″ с. ш. 14°07′28″ и. д. / 52.839167° с. ш. 14.124444° и. д.), на десния бряг на река Одра, на границата с Германия, срещу германския град Хохенвутцен.
- крайна източна точка – (50°52′09″ с. ш. 24°08′04″ и. д. / 50.869167° с. ш. 24.134444° и. д.), на левия бряг на река Западен Буг, на границата с Украйна, срещу украинския град Устилуг.

## Релеф
На север, покрай брега на Балтийско море се простира акумулативна равнина, изградена предимно от морски наслаги и алувий. На юг следва пояс от възвишения (Балтийски възвишения) с ледниково-акумулативен релеф и височина до 329 m (връх Вежица). Обширен район в Централна Полша е зает от пластови равнини – Великополска, Мазовецка и Подляска низини, изградени на повърхността предимно от флувиоглациални наслаги. На юг се разполага ивица от пластово-стъпаловидни (в т.ч. куестови) асиметрични възвишения (Силезко, Малополско и Люблинско), с височина 300 – 600 m, които са дълбоко разчленени от реки и оврази. От юг възвишенията са ограничени от котловини с акумулативни дъна, съответстващи на Предкарпатското тектонско понижение. В най-южните части на страната, по границите с Чехия и Словакия се простират планинските масиви на Судетите на югозапад и Западните Карпати на юг и югоизток с максимална височина връх Рисий 2499 m, издигащ се в планината Татри, на границата със Словакия. Те представляват нагънати или блокови масиви, дълбоко разчленени от проломи, с ледникови форми на релефа по най-високите части. Покрай Карпатите се простира ивица от предпланини, изградени от флишеви формации, а на север от Судетите – денудационни предпланински равнини. Най-ниската точка на страната е при град Елбльонг (−2 m).

## Геоложки строеж, полезни изкопаеми
Голяма част от територията на страната е разположена в пределите Източноевропейската платформа, фундамента на която потъва на дълбочина от 200 – 300 m на изток (Белоруската антеклиза), до 3 – 5 km на север (Балтийската синеклиза) и 7 – 12 km в централните части (Датско-Полската падина) под мощния чехъл на палеозойски, мезозойски и кайнозойски седиментни формации. Фундаментът на външната зона на платформата в пределите на Датско-Полската падина – Горносилезкия каменовъглен басейн и Свентокшинските планини е преработен от байкалските и каледонските нагъвателни процеси. На югозапад се намират херцинските нагънати съоръжение на Судетите с междупланинските падини – Северосудетска и Вътрешносудетска (Долносилезкия каменовъглен басейн). На югоизток са разположени алпийските нагънати съоръжения на Карпатите, обградени от север от Предкарпатското тектонско понижение.
Основните полезни изкопаеми на Полша са: каменни въглища (Горносилезки, Долносилезки и Люблински басейни), кафяви въглища, природен газ и нефт в Карпатите и Предкарпатското тектонско понижение, железни руди, медни руди със седиментен произход (Долна Силезия), оловно-цинкови руди (Силезко-Краковски район), каменна и калиево-магнезиева сол, самородна сяра (Предкарпатското тектонско понижение).

## Климат
Климатът на Полша е умерен, преходен от окански към континентален, като континенталността му нараства от запад на изток. През цялата година господства западния пренос на влажни и топли въздушни маси от Атлантическия океан. Средната януарска температура на запад и по балтийското крайбрежие е −1°С, в централните райони −3°С, в планините до −6°С. Средната юлска темперанура варира от 16 – 17°С на север, 18 – 19°С в централните райони и от 10 до 14°С в планините. Годишната сума на валежите в равнините е 500 – 600 mm, 800 – 1200 mm в среднопланинските райони и до 1800 mm във Високите Татри. Почти повсеместно се отбелязва летен максимум на валежите.

## Води
Над 99% от територията на Полша принадлежи към Балтийския водосборен басейн и по-малко от 1% – към Черноморския водосборен басейн (горното течение на река Орава, от басейна на Дунав). Най-големите полски реки са: Висла – 1047 km, Одра – 866* (в Полша – 742) km, Западен Буг – 831* (587) km, Варта – 808 km, Нарев – 438* (402) km, Сан – 433 km, Нотеч – 391 km, Пилица – 319 km. Всички те водят началото си или от Карпатите или от Судетите и пресичат страната от юг на север. Подхранването им е предимно снежно-дъждовно с пролетно и есеннно пълноводие. През втората половина на лятото и през зимата оттокът им силно намалява. През зимата замръзват от 1 до 4 месеца. Оттокът на най-големите реки е урегулиран. По реките Одра, Висла, Западен Буг, Варта и Нотец се поддържа регулярно корабоплаване. Тези водни системи са свързани помежду си с плавателни канали. В страната се наброяват над 9000 езера, голяма част от които са разположени в северната част – в Мазурското и Поморското поезерие. Преобладават езерата, лежащи в котловини с ледников произход. Най-големите са Шнярдви – 114 km², Мамри – 105 km², Лебско езеро – 75 km², Езьорак – 35 km², Даргин – 31 km². В подножието на Карпатите и Судетите има множество минерални извори.

## Почви, растителност, животински свят
Повече от половината от територията на Полша са обработваеми земи. Горите, някога заемали почти цялата страна, днес покриват около 27% от нейната площ. В техния състав преобладават иглолистните формации, предимно бор и смърч, а в планините ела. На запад и юг са развити смесените гори с участието на бук и дъб. Значителни горски масиви (т.н. пушчи) са се съхранили в северните и източните райони (Беловежка, Августовска и др. пушчи). След войната в много райони на Полша са извършени крупни залесителни мероприятия. На север и североизток големи участъци са заети от ливади и торфища. В равнините преобладават тревисто-подзолистите и подзолистите почви, на изток и североизток често се срещат заблатени почви, в предпланинските райони – кафяви-горски почви, в предпланинските равнини – черноземи, в планините – планинско-кафяви, а по долините на реките – алувиални почви.
Най-характерни са представителите на горската фауна. От хищниците се срещат вълк, рис, лисица, бурсук, в Карпатите – мечка. От копитните – сърна, диво прасе, елен, по-рядко лос. Почти напълно са изтребени разпостраненити по-рано зубри и бобри, които днес са отново реаклиматизирани. От птиците са разпространени глухар, тетерев, яребица. В планините се срещат орли.

## Природни райони
В зависимост от релефа, геоложкия строеж, климата, почвите и растителността територията на Полша се поделя на 7 природни района.
- Приморски низини – хълмисти равнини по крайбрежието на Балтийско море с ледникови, морски и еолови акумулативни форми, заети на места от буково-дъбови и борови масиви.
- Поезерия – възвишения с хълмисто-моренен релеф, с многочислени езера и участъци от борови и смесени гори.
- Среднополски низини – с обширни простиращи се по паралела „пра-долини“, по които са се оттичали разтопените ледникови води, силно размити хълмове съставени от крайни морени и зандрови полета, които в значителна степен са селскостопански усвоени. На запад и изток са се съхранили смесени гори (Беловежка, Августовска и др.).
- Среднополски възвишения – със сложно съчетание в релефа на денудационни равнини, остатъчни куестови възвишения и малки елови и букови гори.
- Предкарпатски котловини – с преобладаване на алувиални равнини и подпланински наносни шлейфове, с широко разпространени културни ландшафти.
- Карпатски и Бескидски предпланини – силно разчленени ниско- и среднопланински райони, изградени предимно от флишеви формации, с проявление на височинна зоналност.
- Татри и Судети – блоково-кристалинни планински масиви с планинско-ледникови форми на релефа, дълбоко разчленени от проломи и речни долини, покрити със смесени и иглолистни гори и добре изразена височинна зоналност.[1]